# Classic Grand Besançon Doubs
Classic Grand Besançon Doubs je jednodenní cyklistický závod konaný v hlavním městě francouzského departementu Doubs Besançonu a okolí. První ročník závodu se konal v roce 2021 jako součást UCI Europe Tour na úrovni 1.1. Ročník 2021 se konal na začátku září, od roku 2022 se závod jezdí v polovině dubna.

## Seznam vítězů
| Rok  | Země      | Jezdec         | Tým                                |
| ---- | --------- | -------------- | ---------------------------------- |
| 2021 | Eritrea   | Biniam Girmay  | Intermarché–Wanty–Gobert Matériaux |
| 2022 | Španělsko | Jesús Herrada  | Cofidis                            |
| 2023 | Francie   | Victor Lafay   | Cofidis                            |
| 2024 | Francie   | Lenny Martinez | Groupama–FDJ                       |